# Annette Edmondson
Annette Edmondson (Adelaida, 12 de diciembre de 1991) es una deportista australiana que compite en ciclismo en las modalidades de pista, especialista en las pruebas de persecución y ómnium, y ruta, perteneciendo al equipo británico Wiggle High5 desde el año 2015. Su hermano Alexander también compite en ciclismo de pista.
Participó en dos Juegos Olímpicos de Verano, en los años 2012 y 2016, obteniendo una medalla de bronce en Londres 2012, en la prueba de ómnium. Ganó diez medallas en el Campeonato Mundial de Ciclismo en Pista entre los años 2012 y 2019.
En carretera ha obtenido dos medallas en el Campeonato Mundial de Ciclismo en Ruta, plata en 2014 y bronce en 2013, ambas en la prueba de contrarreloj por equipos.

## Medallero internacional

### Ciclismo en pista
| Juegos Olímpicos   | Juegos Olímpicos        | Juegos Olímpicos  | Juegos Olímpicos        |
| Año                | Lugar                   | Medalla           | Competición             |
| ------------------ | ----------------------- | ----------------- | ----------------------- |
| 2012               | Londres (Reino Unido)   | Medalla de bronce | Ómnium                  |
| Campeonato Mundial |                         |                   |                         |
| Año                | Lugar                   | Medalla           | Competición             |
| 2012               | Melbourne (Australia)   | Medalla de plata  | Persecución por equipos |
| 2012               | Melbourne (Australia)   | Medalla de plata  | Ómnium                  |
| 2013               | Minsk (Bielorrusia)     | Medalla de plata  | Persecución por equipos |
| 2013               | Minsk (Bielorrusia)     | Medalla de bronce | Persecución individual  |
| 2013               | Minsk (Bielorrusia)     | Medalla de bronce | Ómnium                  |
| 2014               | Cali (Colombia)         | Medalla de bronce | Persecución por equipos |
| 2014               | Cali (Colombia)         | Medalla de bronce | Ómnium                  |
| 2015               | Saint-Quentin (Francia) | Medalla de oro    | Persecución por equipos |
| 2015               | Saint-Quentin (Francia) | Medalla de oro    | Ómnium                  |
| 2019               | Pruszków (Polonia)      | Medalla de oro    | Persecución por equipos |

### Ciclismo en ruta
| Campeonato Mundial | Campeonato Mundial  | Campeonato Mundial | Campeonato Mundial       |
| Año                | Lugar               | Medalla            | Competición              |
| ------------------ | ------------------- | ------------------ | ------------------------ |
| 2013               | Florencia (Italia)  | Medalla de bronce  | Contrarreloj por equipos |
| 2014               | Ponferrada (España) | Medalla de plata   | Contrarreloj por equipos |

## Infancia y adolescencia
Sus padres trabajaban para Royal Dutch Shell por lo que Annette creció en Malasia -su hermano nació en Miri-, Omán y Países Bajos, antes de ir a Australia cuando tenía seis años. Durante su infancia practicó baloncesto, voleibol, natación, atletismo y salto con pértiga entre otros, hasta que con 13 años empezó con el ciclismo. Durante su adolescencia fue voluntaria de varias ONGs. Aunque no ha podido acabar los estudios universitarios debido al ciclismo está estudiando una Licenciatura en Ciencias de la Salud a tiempo parcial.

## Trayectoria deportiva

### Progresión en la pista y medalla olímpica
Entre 2007 y 2009, desde los 15 hasta los 17 años, se hizo con varios campeonatos oceánicos y australianos en pista en categoría juvenil. En 2010 logró sus primeras medallas en los campeonatos nacionales de categoría absoluta -élite o sin limitación de edad- con solo 19 años y al año siguiente sus primeros campeonatos nacionales absolutos.
En 2011 consiguió su primera carrera de categoría absoluta de ciclismo en ruta o ciclismo en carretera aunque en este caso era una carrera amateur en los Países Bajos, además acumuló cuatro segundos puestos -dos de ellos en la carrera profesional del Tour de Feminin-O cenu Ceskeho Svycarska-. En 2012 venció en otras carreras amateurs de ruta: una en los Países Bajos y cuatro en Australia, aunque durante ese año no hizo buenos puestos en carreras profesionales.
En 2012 siguió logrando campeonatos nacionales en la pista y ello la dio acceso a participar en la prueba persecución por equipos y omnium de los Juegos Olímpicos de Londres 2012 donde consiguió la medalla de plata en el omnium; tras quedar entre las 3 primeras en 3 de las pruebas puntuables además, fue cuarta en la persecución por equipos.
Gracias a esos buenos resultados pudo debutar como profesional, en el equipo de ciclismo en ruta de su país -Orica-AIS-, en 2013.

### Primeras victorias profesionales en la carretera
Además de victorias nacionales y continentales y podiums mundialistas de ciclismo en pista, conseguidos entre 2010 y 2012, tras su debut como profesional en 2013 logró sus primeras victorias en carreras profesionales de ciclismo en ruta haciéndose con el Tour de la Isla de Chongming en mayo, donde además ganó 1 etapa, y tres meses después al hacerse con una etapa del Lotto-Belisol Belgium Tour.

### Fichaje por el Wiggle y Mundial de pista
En 2015 fichó por un equipo extranjero, el Wiggle Honda -uno de los mejores del mundo de ciclismo en ruta- con el que pudo compaginarlo con su actividad en la pista. Durante ese año consiguió su primer mundial de pista en la especialidad Campeonato Mundial Persecución por Equipos y 3 días más tarde a modo individual en el Campeonato Mundial Omnium. En el Campeonato Mundial Persecución por Equipos consiguió el récord del mundo rebajando en 3 segundos la marca anterior (hay que tener en cuenta que ese récord era relativamente reciente, del 2013, ya que a nivel femenino los 4 km Persecución con 4 integrantes por equipo se empezaron a introducir en la temporada 2013-2014 -antes era 3 km para 3 integrantes-).
En el equipo estuvieron satisfechos con su rendimiento en 2015 y la renovaron para la temporada siguiente.
En 2016, después de lograr su primera victoria en la carretera y poco antes de sufrir una colisión mientras entrenaba, pidió públicamente la inclusión de la prueba de Madison en el Campeonato Mundial de Pista femenino -ya que ella si existe en la categoría masculina-, proposición que fue rechazada. El accidente no la impidió estar en dicho mundial, aunque esa vez no consiguió ninguna medalla -5.ª en la prueba persecución por equipos y omnium-.

## Palmarés

### Pista
2010 (como amateur)
- 2.ª en el Campeonato de Australia Velocidad por Equipos (haciendo equipo con Stephanie Morton)
- 3.ª en el Campeonato de Australia Velocidad
- 2.ª en el Campeonato de Australia Keirin
- 2.ª en el Campeonato de Australia 500 m

2011 (como amateur)
- Campeonato de Australia Omnium
- Campeonato de Australia Persecución por Equipos (haciendo equipo con Letitia Custance y Carly Light
- Campeonato de Australia Scratch

2012
- Campeonato de Australia Persecución
- Campeonato de Australia Puntuación
- 2.ª en el Campeonato de Australia Scratch
- 2.ª en el Campeonato Mundial Persecución por Equipos (haciendo equipo con Melissa Hoskins y Josephine Tomic
- 2.ª en el Campeonato Mundial Omnium
- 3.ª en el Campeonato Olímpico Omnium

2013
- Campeonato de Australia Persecución
- 2.ª en el Campeonato Mundial Persecución
- 2.ª en el Campeonato Mundial Persecución por Equipos (haciendo equipo con Amy Cure y Melissa Hoskins)
- 2.ª en el Campeonato Mundial Omnium
- 6 Días de la Rosa Omnium
- Invercargill Scratch
- Campeonato Oceánico Omnium
- Campeonato Oceánico Puntuación
- Campeonato de Australia Omnium
- Campeonato de Australia Madison (haciendo pareja con Jessica Mundy)

2014
- 2.ª en el Campeonato de Australia Persecución
- 3.ª en el Campeonato de Australia Persecución por Equipos (haciendo equipo con Tian Beckett y Holly Takos
- Campeonato de Australia Scratch
- 3.ª en el Campeonato Mundial Persecución por Equipos (haciendo equipo con Amy Cure, Isabella King y Melissa Hoskins)
- 3.ª en el Campeonato Mundial Omnium
- Campeonato Oceánico Persecución
- Campeonato Oceánico Omnium
- 3.ª en el Ranking UCI Omnium

2015
- Campeonato de Australia Madison (haciendo pareja con Jessica Mundy)
- Campeonato Mundial Persecución por Equipos (haciendo equipo con Ashlee Ankudinoff, Amy Cure y Melissa Hoskins)
- Récord Mundial Persecución por Equipos femenino 4 km (haciendo equipo con Ashlee Ankudinoff, Amy Cure y Melissa Hoskins): 4 min 13 s
- Campeonato Mundial Omnium
- Adelaida Omnium
- Cambridge Persecución por Equipos (haciendo equipo con Ashlee Ankudinoff, Georgia Baker y Amy Cure)
- Melbourne Madison (haciendo pareja con Julie Leth)
- 2.ª en el Ranking UCI Omnium

2016
- Campeonato de Australia Puntuación

### Carretera
2013
- Tour de la Isla de Chongming, más 1 etapa
- 1 etapa del Lotto-Belisol Belgium Tour

2016
- 1 etapa del Tour Down Under Femenino

2017
- Pajot Hills Classic
- 1 etapa del BeNe Ladies Tour

2018
- 1 etapa del Santos Women's Tour

## Resultados en Grandes Vueltas y Campeonatos del Mundo
Durante su carrera deportiva ha conseguido los siguientes puestos en las Grandes Vueltas femeninas y en los Campeonatos del Mundo en carretera:
| Carrera         | Carrera         | 2013 | 2014 | 2015 | 2016 | 2017 | 2018 |
| --------------- | --------------- | ---- | ---- | ---- | ---- | ---- | ---- |
|                 | Giro de Italia  | —    | —    | —    | —    | Ab.  | —    |
|                 | Tour de l'Aude  | X    | X    | X    | X    | X    | X    |
|                 | Grande Boucle   | X    | X    | X    | X    | X    | X    |
| Mundial en Ruta | Mundial en Ruta | —    | —    | —    | —    | —    | —    |

—: no participa

Ab: abandono

X: ediciones no celebradas

## Equipos
- Orica-AIS (2013-2014)
- Wiggle (2015-2018)
  - Wiggle Honda (2015)
  - Wiggle High5 (2016-2018)